# Bourgoin-Jallieu
Bourgoin-Jallieu je mesto in občina v vzhodnem francoskem departmaju Isère regije Rona-Alpe. Leta 2009 je mesto imelo 25.540 prebivalcev.

## Geografija
Kraj leži v pokrajini Daufineji ob reki Bourbre, 65 km severozahodno od središča departmaja Grenobla in 35 km jugovzhodno od Lyona, v bližini novonastalega mesta L'Isle-d'Abeau.

## Uprava
Bourgoin-Jallieu je sedež dveh kantonov:
- Kanton Bourgoin-Jallieu-Jug (del občine Bourgoin-Jallieu, občine Badinières, Châteauvilain, Crachier, Domarin, Les Éparres, Maubec, Meyrié, Nivolas-Vermelle, Saint-Alban-de-Roche, Sérézin-de-la-Tour, Succieu) z 24.393 prebivalci.
- Kanton Bourgoin-Jallieu-Sever (del občine Bourgoin-Jallieu, občine Ruy, Saint-Chef, Saint-Marcel-Bel-Accueil, Saint-Savin, Salagnon) z 26.943 prebivalci.

Oba kantona sta sestavna dela okrožja La Tour-du-Pin.

## Zanimivosti
- cerkev sv. Janeza Krstnika iz 19. stoletja,
- Notredamska cerkev iz 19. stoletja.

## Pobratena mesta
- Bergisch Gladbach (Severno Porenje - Vestfalija, Nemčija),
- Conselice (Emilija - Romanja, Italija),
- Dunstable (Anglija, Združeno kraljestvo),
- Carigrad (Marmara, Turčija),
- Rehau (Bavarska, Nemčija),
- Velsen (Severna Holandija, Nizozemska),
- Wujiang (Jiangsu, Ljudska republika Kitajska).